# 山努西祖尼
丹斯里山努西祖尼（1942年7月11日—2018年3月9日），马来西亚政治人物、土著团结党党员，曾是巫统党员。1981年，39岁的他被首相马哈迪·莫哈末委任为乡区发展部长，1986年被任命为农业部长。1996年至1999年，担任吉打州州务大臣。党职方面，山努西曾出任巫统总秘书，被视为马哈迪的嫡系。
2018年3月9日，山努西在吉隆坡班底达兰的住家去世，享年75岁。

## 政治生涯
1963年，山努西加入巫统。1974年大选，中选日来区国会议员。1978年大选，他当选为尤仑朗交怡国会议员，并被委任为土地和区域发展部副部长。1980年至1981年担任内政部副部长。
1981年马哈迪·莫哈末宣誓就任首相后，保留了大多数原任内阁成员，同时也提升某些副部长的职，其中包括山努西和阿都拉·巴达威。山努西被任命为国家及乡村发展部长，直至1986年大选。
1982年大选，山努西再连任尤仑朗交怡国会议员。1984年，他被任命为巫统秘书长直至1988年。
1986年，山努西成为农业部长。1990年，当选巫统副主席。
1995年4月25日全国大选，他选择弃国攻州，中选为瓜镇州议员。民间此时开始盛传他将是取代奥斯曼阿罗出任吉打州务大臣的最佳人选。较后，由奥斯曼阿罗领导的州政府也欲委任他为行政议员，但山努西婉拒此职，并表示普通州议员也可为民服务和贡献。同年9月，属“马哈迪阵营”的山努西在巫统浮罗交怡区部主席卫冕战中失败，引起议论，也引起远在纽约出席联合国大会会议的马哈迪关注。
1996年6月9日，广泛猜测将接任吉打州务大臣的山努西在吉隆坡的首相署与马哈迪举行会谈。6月10日，山努西被证实将接替奥斯曼阿罗出任吉打州务大臣。他对此承诺，将公平公正地领导州政府。6月16日，山努西宣誓就职。7月2日，他从奥斯曼阿罗手中接过三间州政府所拥有的机构的主席职务。
1999年12月4日，山努西宣布辞去吉打州务大臣职务，并获得马哈迪的批准。被广泛认为是继任者的赛拉萨在与马哈迪二度会面后，于12月9日被确认为吉打州新任州务大臣。
2000年3月1日，山努西被任命为马来西亚国际伊斯兰大学（UIAM）第四任主席。
2008年5月19日，领导巫统22年的马哈迪宣布退党 ，并号召其他党员效仿，以施压党主席兼首相阿都拉·巴达威下台。山努西率先响应呼吁并退出巫统。6月10日，他被终止国际伊斯兰大学主席职。
2015年8月3日，山努西批评首相纳吉·阿都拉萨改组的新内阁乃“1MDB内阁”（Kabinet 1MDB）。2016年3月4日，他参与签署由马哈迪发起的《公民宣言》，以推翻纳吉的盗贼统治。同年，随着马哈迪等人创立土著团结党后，山努西也跟随入党，并担任纪律委员会主席一职。

## 逝世
2018年3月9日，山努西的儿子阿克南沙证实山努西在吉隆坡班底达兰的住家去世，享年75岁。他的遗体随后被送往吉隆坡白沙罗岭的Saidina Umar清真寺下葬。马哈迪和另一位前首相阿都拉·巴达威也出席了祈祷。

## 公益活动
2004年印度洋大地震后，山努西领导马来西亚亚齐友好协会前往当地进行救济和援助工作。

## 评价
山努西一直是巫统党内的争论性人物。一直以来，他以马哈迪·莫哈末马首是瞻，不过，却不容于敌对阵营。他曾被指责涉及匿名信和诽谤性书籍的分发活动。在1992年的巫统代表大会中，山努西以副主席身份在总结代表的辩论时，否认自己是散发匿名信的幕后指使人。

## 个人生活
山努西与妻子育有7名孩子，分别为4女3男。
他精通多种语言，例如华语和德语。山努西喜爱收集书籍，并且也爱收藏世界著名领导人的录音带，其中包括二战时期纳粹德国独裁者阿道夫·希特勒的完整演讲集。

## 荣誉
1996年12月11日，正在对中华人民共和国进行为期五天正式访问的山努西被南京大学授予名誉教授勋衔，以表彰他的社会活动（social activities）和管理专长（management expertise）。
2011年10月1日，山努西获马来西亚北方大学颁发“政治及发展学名誉博士”的名誉博士学位。

## 轶事
山努西以爱自讽闻名。1988年，他在农业部的一项记者会上曾自讽称农业部长职位是许多内阁部长的下台阶，暗喻自己坐上这个职位后，政治生涯将亮起红灯。